# Lega Nazionale
Lega Nazionale je bila italijanska nacionalistična šolska organizacija v Avstro-Ogrski, ustanovljena 26. oktobra 1890. Bila je naslednica društva Pro patria, ki je bilo 10. julija 1890 razpuščeno zaradi iredentizma. 
Statut organizacije je določal, da z denarno podporo, pridobivanjem učiteljev ter učil, s konferencami in tiski ustanavlja šole, v posebnih primerih tudi vrtce. Organizacija ni bila narodnoobrambna, ampak je v narodnostno mešanih okoljih (Istra, Goriška, Trst) in ob etnični meji delovala ekspanzionistično. Po 20 letih delovanja je štela 40 000 članov v 177 podružnicah, ustanovila je 74 vrtcev in šol, 136 vrtcem in šolam pa je pomagala. Nekaj takšnih ustanov je bilo tudi na slovenskem in hrvaškem etničnem ozemlju.
Lega Nazionale je bila zelo aktivna v slovenskih predmestjih in okolici Trsta, tako je imela šolo pri Sv. Kolombanu, vrtec in šolo v Križu, dnevno zavetišče za otroke pri Sv. Ivanu v Trstu, pozneje tudi na Opčinah in v Škednju. Svoje šole in vrtce je imela tudi na Goriškem in okolici Gorice, kjer je v Devinu imela vrtec in šolo, ter šolo v Neblem in Podgori, vrtec pa v Ločniku. Najbolj dejavna je bila v Istri, kjer je imela šolo v Kućibregu, Šmarjah nad Koprom, ter v Krkavčah vrtec in šolo. Nekatere njene šole so zaradi pomanjkanja zanimanja propadle ali spremenile lastnika (Neblo, Sv. Kolomban).
Slovenci so nasproti njenim šolam ustanavljali podružnice in šole Družbe sv. Cirila in Metoda. Vodstvo Lege Nazionale je širjenje šol na slovenskem etničnem ozemlju   upravičevalo z dejstvom, da so postavljene v najbolj ogroženih točkah poslovanjenja. Lega Nazionale je delovala do 16. maja 1915, ko so jo avstro-ogrske oblasti razpustile in prepovedale. 
Leta 1946 je spet začela delovati in je aktivna še danes. Povezana je z ezulskimi organizacijami in skupaj z njimi enostransko interpretira zgodovino Trsta, Istre ter Dalmacije (napihovanje vprašanja fojb itd.). Nasprotuje tudi večjim pravicam slovenske manjšine v Italiji in ovira njeno delovanje.